# Edibi
La Edibi è una casa discografica italiana, attiva dagli anni sessanta.

## Storia
L'etichetta nasce nel 1961 ad opera di Flavia Bideri, titolare della storica Casa Editrice Ferdinando Bideri, che decide di allargare la presenza dell'azienda al mondo discografico; la sede è a Napoli, ma successivamente vengono aperti anche degli uffici a Roma in via Teulada.
In seguito la gestione dell'etichetta passa ai nipoti di Flavia, Luciano Villevieille Bideri e Paolo Villevieille Bideri.
Nel corso della sua storia l'etichetta ha partecipato a svariate manifestazioni musicali, tra cui il Cantagiro 1962 con 'Ncopp'all'acqua, cantata da Mario Pagano, il Festival delle Rose 1965 con Perché non vuoi, interpretata da Paolo Gualdi e il Festival di Sanremo 1974 con Capelli sciolti, di Donatella Rettore.
Oltre a quelli citati, per la Edibi incisero anche Nino Taranto, Didi Balboni, Fiorenzo Fiorentini, Oreste Lionello, Peter Van Wood.

## Dischi
La datazione è basata sull'etichetta del disco, sul vinile o, infine, sulla copertina; qualora nessuno di questi elementi avesse una datazione, la datazione è basata sulla numerazione del catalogo; se esistenti, sono inoltre riportati, oltre all'anno, il mese e il giorno (quest'ultimo dato si trova, a volte, stampato sul vinile).

### 33 giri
| Numero di catalogo | Anno | Interprete               | Titoli                                 |
| ------------------ | ---- | ------------------------ | -------------------------------------- |
| SAS 2002           | 1969 | Oreste Lionello          | Lionello Rallye '69                    |
| SEB 4001           | 1972 | Ercole M. Bertolino      | Viva la Sicilia                        |
| SEB 4003           | 1973 | Nino Taranto             | Ieri ed oggi                           |
| SEB 4004/4005/4006 | 1973 | Peter Van Wood           | Van Wood Story                         |
| SEB 4007           | 1973 | Nino Taranto             | Decamerone della canzone comica        |
| SEB 4008           | 1973 | Colonna sonora Originale | Jack London: la mia grande avventura   |
| SEB 4009           | 1973 | Rossella Como            | So' una de Roma                        |
| SEB 4011           | 1973 | I Cabarinieri            | Ballata meridionale                    |
| SEB 4151           | 1974 | Nino Taranto             | 'A Luciana                             |
| ZL EDB 55500       | 1975 | Donatella Rettore        | Ogni giorno si cantano canzoni d'amore |

### 45 giri
| Numero di catalogo | Anno | Interprete                       | Titoli                                                           |
| ------------------ | ---- | -------------------------------- | ---------------------------------------------------------------- |
| EDB 11001          | 1962 | Mario Pagano                     | Due poveri ragazzi/Fino all'alba                                 |
| EDB 11002          | 1962 | Orso Maria Guerrini              | I wanna go/.....                                                 |
| EDB 11003          | 1962 | Mario Pagano                     | Pusilleco addiruso/Che nome t'aggia dà?                          |
| EDB 11005          | 1962 | Mario Pagano                     | Quando il vento..../Guardie e ... baffi                          |
| EDB 11008          | 1962 | Mario Pagano                     | 'Ncopp''all'acqua/'O scarpariello                                |
| EDB 11010          | 1963 | Franco Nico                      | Resta ancora a Capri/Il boom                                     |
| EDB 11011          | 1963 | Didi Balboni                     | Tuffiamoci/Tu non mi guardi mai                                  |
| EDB 11012          | 1963 | Didi Balboni                     | Cara fatina/Gualtiero                                            |
| EDB 11013          | 1963 | Didi Balboni                     | Piano piano/Un hully gully triste                                |
| EDB 11014          | 1963 | I Tre di Roma                    | Strofette der Kansas/Miraladondondella fruttarola                |
| EDB 11015          | 1964 | Didi Balboni                     | Cara fatina/Gualtiero                                            |
| EDB 11016          | 1964 | Fiorenzo Fiorentini              | Roma è na favola/A la renella                                    |
| EDB 11017          | 1964 | Tre di Roma                      | Bombacè dei tre pivelli parte 1/Parte 2                          |
| EDB 11019          | 1964 | Franco Nico                      | Nun me scetà/'O marenariello                                     |
| EDB 11020          | 1964 | Didi Balboni                     | Ma-ma-mandolino/Addio per sempre                                 |
| EDB 11022          | 1964 | I Tre di Roma                    | S'è rotto er tango/Professo' alli galli                          |
| EDB 11023          | 1964 | Didi Balboni                     | Con tanto affetto/Unico                                          |
| EDB 11024          | 1964 | Renato Thomas                    | Teneramente/Piscatore 'e Pusilleco                               |
| EDB 11025          | 1964 | The Five Shakers                 | Napulitanata/Preghiera napulitana                                |
| EDB 11026          | 1964 | I Tre di Roma                    | Bombacè della neve (parte I)/Bombacè della neve (parte II)       |
| EDB 11027          | 1964 | Paolo Gualdi                     | Tutto è come prima/Quel giorno                                   |
| EDB 11028          | 1964 | Luciano Tomei                    | Mi piaci come sei/Non possiamo più vederci                       |
| EDB 11029          | 1965 | The Anciens                      | Ci ripenserai/Non penso più a lei                                |
| EDB 11030          | 1965 | Paolo Gualdi                     | Perché non vuoi/Che cosa ho fatto di male                        |
| EDB 11031          | 1966 | Luciano Tomei                    | Quando vado sulla riva..!/Ora che sei vicino a me                |
| EDB 11033          | 1966 | Luciano Tomei                    | Ma pecchè!/Ppe' chesta notte                                     |
| EDB 11034          | 1966 | Paolo Gualdi                     | 'Na fronna gialla/Tu saie a verità                               |
| EDB 11035          | 1966 | Luciano Tomei                    | Nun m'abbandunà/Non possiamo più vederci                         |
| EDB 11037          | 1966 | Pupetta Maresca                  | 'O bene mio/Ammore busciardo                                     |
| EDB 11036          | 1967 | Franco Nico                      | Chantal/Bellagio mon amour                                       |
| EDB 11039          | 1967 | Nino Taranto                     | 'A prutesta/'O matusa                                            |
| EDB 11040          | 1967 | Paolo Gualdi                     | Dint''a l'arca 'e Noè/'A primma luna                             |
| EDB 11043          | 1967 | Franco Nico                      | La mini mini gonna/La canzone dell'onda                          |
| EDB 11045          | 1968 | Dean Reed                        | Nun 'o ssapevo/Good creates theme I kill them                    |
| EDB 11046          | 1968 | Luciano Tomei                    | Serenata azzurra/Dimme ca tuorne a me                            |
| EDB 11047          | 1968 | Luciano Lualdi                   | Meno 10 meno 5 meno 4 meno 3/Nun 'o ssapevo                      |
| EDB 11048          | 1968 | Livia                            | Canta st'ammore/Ammore 'e Napule                                 |
| EDB 11049          | 1968 | Le Cugine                        | La vita gira/Tornerà                                             |
| EDB 11052          | 1968 | I Beati                          | Un colore al mondo/Addio per sempre                              |
| EDB 11053          | 1968 | Bernard                          | Cerchi nell'acqua/Che vuole questa musica stasera                |
| EDB 11054          | 1968 | Franco Nico                      | 'O trapianto/Resta ancora a Capri                                |
| EDB 11057          | 1968 | Paolo Gualdi                     | Tutto è come prima/Quel giorno                                   |
| EDB 11059          | 1968 | Franco Nico                      | Il mondo di Barbara/Si cumannasse ammore                         |
| EDB 11075          | 1970 | La Nuova Generazione             | 'A nave/Giuramento                                               |
| EDB 11076          | 1970 | Miro                             | 'A nave/Quello che sembra amore                                  |
| EDB 11077          | 1970 | Oreste Lionello                  | M'he fatto murì/Casanova '70                                     |
| EDB 11083          | 1971 | Tony Santagata                   | Alleria/Il seminatore                                            |
| EDB 11084          | 1971 | Nino Taranto                     | 'A dieta/La sorella di Sasà                                      |
| EDB 11085          | 1971 | Vittorio Marsiglia               | La sorella di Sasà/Canzone pettegola                             |
| EDB 11086          | 1971 | I Cabarinieri                    | La sorella di Sasà/'A raccumandazione                            |
| EDB 11095          | 1973 | Nino Taranto                     | Carmè... la! (A scola 'e ll'ammore)/Che ghiurnata ch’è schiarata |
| ZEDB 50236         | 1974 | Donatella Rettore                | Capelli sciolti/Il tango della cantante                          |
| EDF 1074           | 1974 | Coro S. Paolo di Reggio Calabria | Calabrisella/'U pecuraru                                         |
| EDF 1090           | 1974 | Vittorio Marsiglia               | Il prototipo/........                                            |
| EDF 1092           | 1974 | Barbara Lombardi                 | Una rosa rossa/Per Maria                                         |
| EDF 1093           | 1974 | Franco Nico e Pina Cipriani      | Tarantella a due voci/E penzammo 'a salute                       |
| EDF 1094           | 1974 | Donatella Rettore                | Quando tu/Amore e…                                               |
| EDF 1096           | 1974 | I Cabarinieri                    | 'A sceneggiata/'A figlia 'e papà                                 |
| EDF 1097           | 1975 | Donatella Rettore                | Ti ho preso con me/Anche se non lo sai                           |
| EDF 1099           | 1975 | Dino Petruzzelli                 | Mandulinata a Napule/Anema nera                                  |
| EDF 1101           | 1975 | Van Wood e il suo complesso      | Una piccola città/Le sigle di Circo Dieci                        |
| ZEDB 50238         | 1975 | Mario Merola                     | Inferno d'ammore/Vagabondo d''o mare                             |
| ZEDB 50239         | 1975 | Mario Pagano                     | Lupo/Una città in fondo alla strada                              |
| EDBN 44001         | 1978 | Mario Pagano e la sua orchestra  | Circo studio/Una piccola città                                   |
| EDBN 44002         | 1978 | Miranda Martino e Nino Taranto   | Perché te ne vai?/Sciò sciò                                      |
| EDBN 45211         | 1982 | Rita Della Torre                 | L'ultima spiaggia/Il mio pensiero                                |
| ZBDB 7307          | 1983 | O.R.O.                           | Si, e, se/Neneapoligne reggae                                    |